# Parque Nacional do Catimbau
O Parque Nacional do Catimbau, também conhecido como Vale do Catimbau, é um parque nacional brasileiro do estado de Pernambuco. Criado em 22 de agosto de 2002, o parque abrange uma área de 62.294,14 hectares e está localizado na região central de Pernambuco, entre o agreste e o sertão pernambucano, nos municípios de Buíque, Tupanatinga e Ibimirim. Seu principal objetivo é preservar ecossistemas e belezas naturais ímpares, permitindo pesquisas científicas, educação ambiental, recreação e ecoturismo.
O Parque Nacional do Catimbau é uma reserva com grande diversidade de fauna e flora típicas da Caatinga, além de ser um importante sítio arqueológico com vestígios milenares preservados.
A administração da unidade de conservação é responsabilidade do Instituto Chico Mendes de Conservação da Biodiversidade (ICMBio), um órgão vinculado ao Ministério do Meio Ambiente e Mudança do Clima (MMA).

## Turismo
O vale Catimbau oferece diversas opções de ecoturismo, como trilhas, cavernas, pinturas rupestres, serras e chapadas deslumbrantes.

## Sítios arqueológicos
Considerado pelo IPHAN um patrimônio arqueológico nacional, a unidade contém registros de pinturas rupestres e artefatos da ocupação pré-histórica datados de pelo menos 6 000 anos. São mais de 42 sítios arqueológicos catalogados no Vale do Catimbau. Com isso, o Catimbau é considerado o segundo maior parque arqueológico do Brasil, perdendo somente para a Serra da Capivara, no Piauí. Um dos sítios arqueológicos mais importantes é o de Alcobaça, localizado em um paredão rochoso em forma de anfiteatro. As pinturas rupestres nesta localidade foram efetuadas por distintos grupos étnicos de épocas também distintas, apresentando diversidade nas técnicas e estilo de pintura. Dentro do parque há diversos pontos de visita, inclusive a Pedra Furada. Acredita-se que há milhares de anos o local onde fica a Pedra Furada era coberto pelo oceano e que a pedra se furou a partir da erosão causada pelo vento e pela água das chuvas. O Vale do Catimbau também apresenta cerca de duas mil cavernas e 28 cavernas-cemitério.

## Geologia e Relevo
O Parque do Catimbau é caracterizado por uma diversidade de relevo impressionante. Suas serras, rotuladas com diversas denominações locais, erguem-se majestosamente ao lado de morros e extensos tabuleiros aplainados, enquanto chapadões com encostas abruptas e vales abertos se intercalam, formando uma paisagem única e bela. Nesse ambiente natural, os diversos processos geológicos moldaram não só tais formas de relevo, como também cânions e pequenas cavernas que se escondem entre as rochas, testemunhando a história geológica de milhões de anos.
Classificada como parte do Domínio morfológico de Coberturas Sedimentares do Nordeste Oriental, a região pertence à Unidade de Relevo da Bacia do Recôncavo-Tucano-Jatobá. Essa notável conjuntura geológica é caracterizada por uma ampla variedade de arenitos, que exibem uma paleta de cores fascinante, que variam entre tons esbranquiçados, vermelhos, ocres, lilás e amarelos intensos, criando um quadro natural de rara beleza que atrai tanto visitantes quanto estudiosos da geologia.
A altitude do Parque do Catimbau varia entre 350 metros e 1100 metros, sendo que as elevações mais pronunciadas se concentram na parte sudeste do parque. Essa variação altimétrica não apenas enriquece a biodiversidade local, mas também favorece a formação de microclimas, que contribuem para a formação de habitats únicos.

## Biodiversidade
O Parque Nacional do Catimbau é uma notável unidade de conservação da biosfera da Caatinga e está localizado em uma área de extrema prioridade para a conservação da biodiversidade, conforme Ministério do Meio Ambiente.
O Vale do Catimbau é reconhecido como um importante santuário de biodiversidade vegetal. O parque abriga vegetais icônicos como o mandacaru e o quipá, além de plantas raras e endêmicas da caatinga, incluindo bromélias como Dyckia limae e Tillandsia catimbauensis.
O Catimbau também é lar de várias espécies ameaçadas de extinção, incluindo o jacarandá (Jacaranda rugosa) e a coroa-de-frade (Melocactus violaceus), destacando a necessidade urgente de preservação. A vegetação do Parque do Catimbau é predominantemente composta por caatinga, com muitas espécies adaptadas ao clima semi-árido. As variações de relevo e umidade no parque permitem a convivência de espécies de diferentes biomas. Além das espécies predominantes da caatinga, são encontradas no vale do Catimbau exemplares de cerrado, campos rupestres, mata atlântica e restinga.
O Parque do Catimbau é um verdadeiro refúgio para a avifauna do nordeste brasileiro, com mais de 150 espécies de aves registradas, muitas das quais são exclusivas da região nordestina, como o Pintassilgo-do-nordeste que se encontra ameaçado de extinção.
A Maria-macambira é uma espécie de ave endêmica do bioma Caatinga. Ela é comumente avistada no vale do Catimbau, onde coexiste com outras aves comuns no sertão como o Tuim, o Fim-fim, o Arapaçu-de-cerrado, o Bico-de-veludo, o Saíra-de-chapéu-preto, o Andorinhão-de-coleira-falha, o Pica-pau-verde-barrado, o Pipira-preta, o Chupim, entre outros.
Outra presença marcante nas paisagens naturais do parque são as aves de rapina, como gaviões e carcarás.
A biodiversidade do parque é um valioso ecossistema diversificado que vai além das aves. Entre as várias espécies que habitam essa rica área, destacam-se os répteis, como o lagarto-das-rochas (Tropidurus semitaeniatus) e a lagartixa-de-kluge (Lygodactylus klugei), ambos endêmicos da Caatinga. A presença de canídeos como o Graxaim-do-mato e felídeos ameaçados de extinção como a onça-parda, a jaguatirica, o gato-do-mato e o gato mourisco, evidencia a relevância do habitat oferecido pelo parque. Adicionando à diversidade faunística, roedores como o mocó, cutia e o preá são frequentemente avistados.Ademais, a fauna do parque é ainda mais enriquecida pela presença de espécies como o tatupeba, o veado-catingueiro e o tamanduá-mirim, ambos sob risco de extinção.
O catimbau, com sua rica biodiversidade, se revela como um verdadeiro tesouro da natureza, a preservação desse paraíso natural é fundamental não apenas para a manutenção da biodiversidade, mas também para o equilíbrio ambiental da região, garantindo que futuras gerações possam desfrutar da beleza e riqueza da vida selvagem da caatinga.

## Cultura popular
Situado no coração de Pernambuco, o Vale do Catimbau é uma deslumbrante maravilha natural que encanta a todos que têm a oportunidade de visitá-lo. Com suas formações rochosas imponentes, e a rica biodiversidade local, o vale oferece vistas fascinantes que revelam a beleza única do sertão. 
Devido a sua beleza cênica, o Vale do Catimbau já serviu de cenário para diversas produções audiovisuais brasileiras. A novela Mar do Sertão, da TV Globo, lançada em 2022, é um dos exemplos mais notáveis, utilizando as paisagens do vale para contar uma história que explora a cultura sertaneja e suas vivências. Além dessa novela, o Vale do Catimbau já foi palco para a realização de filmes notáveis, como Big Jato (2016) e Árido Movie (2006), evidenciando o Vale do Catimbau como um espaço onde a arte e a natureza se entrelaçam.

## Galeria

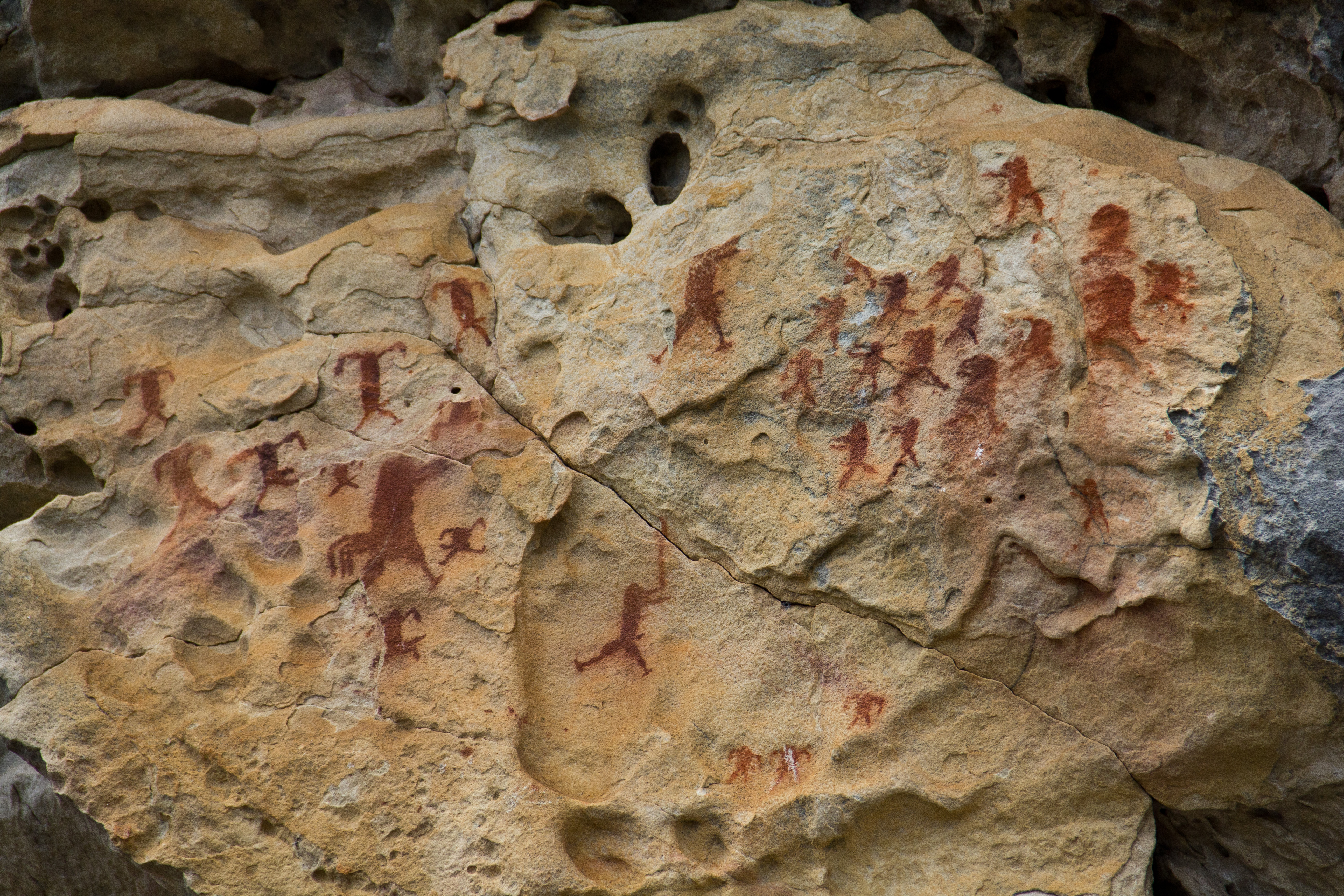
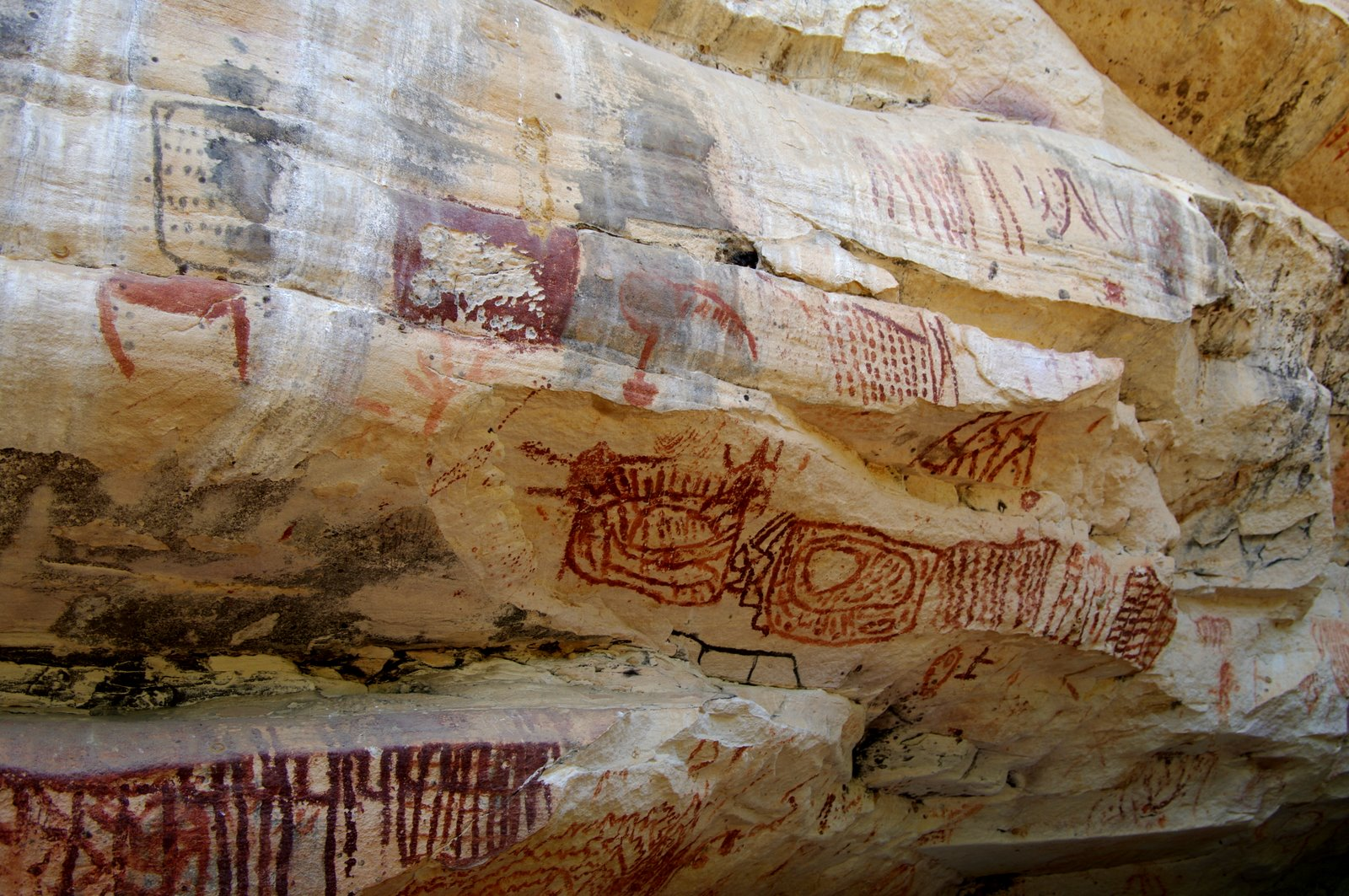
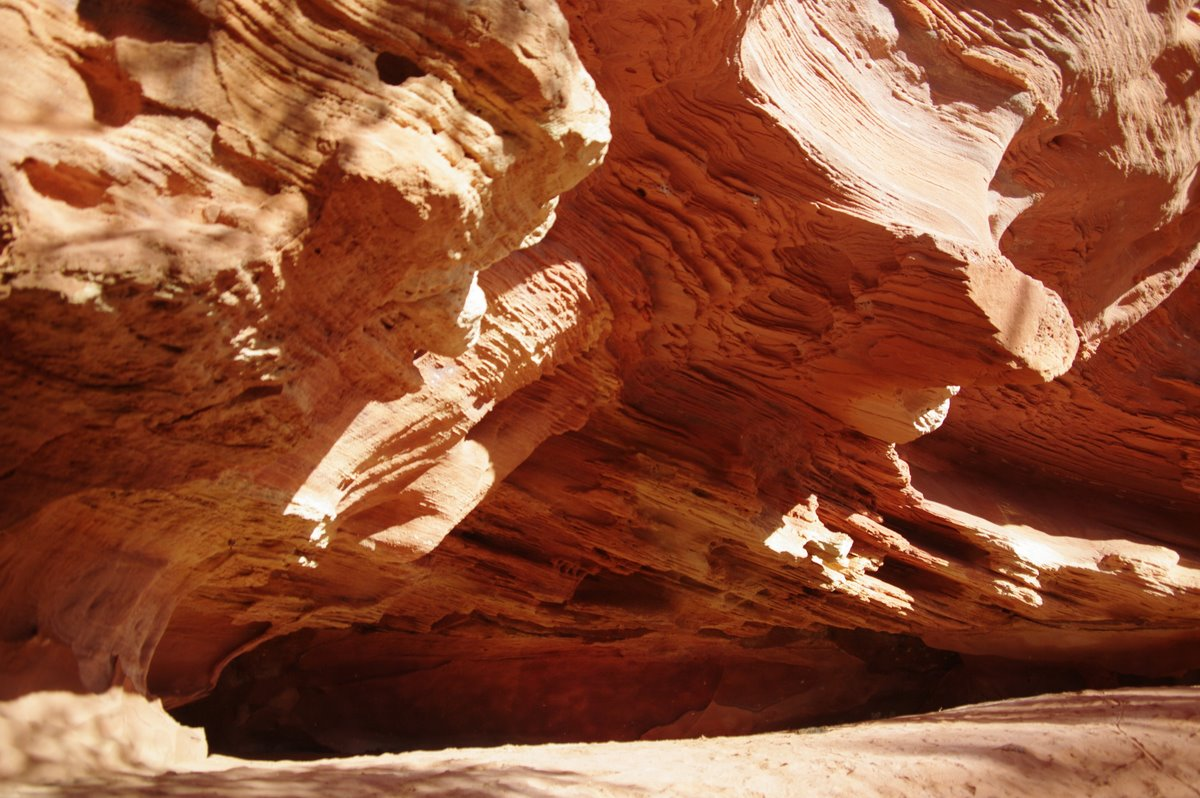
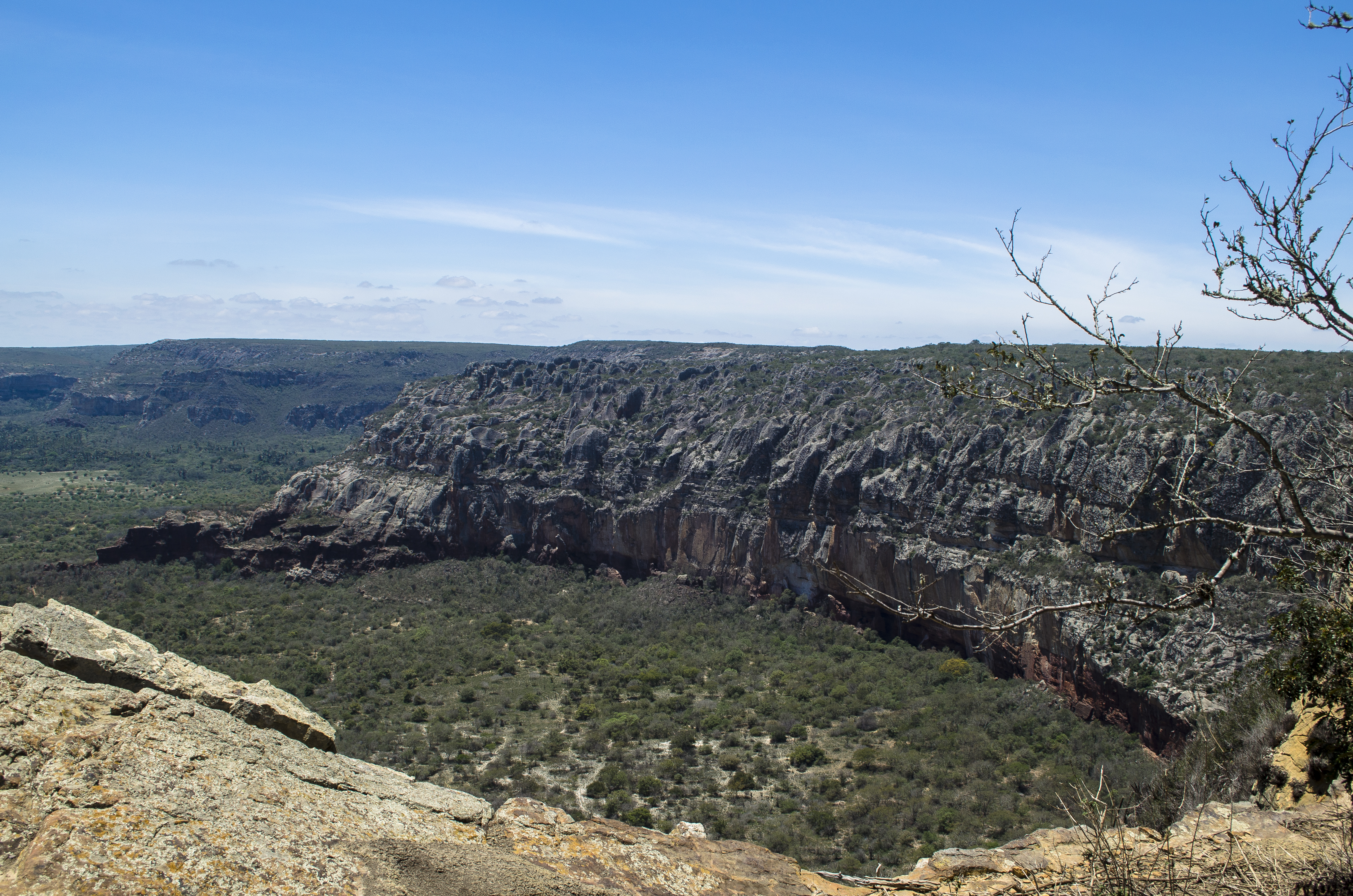
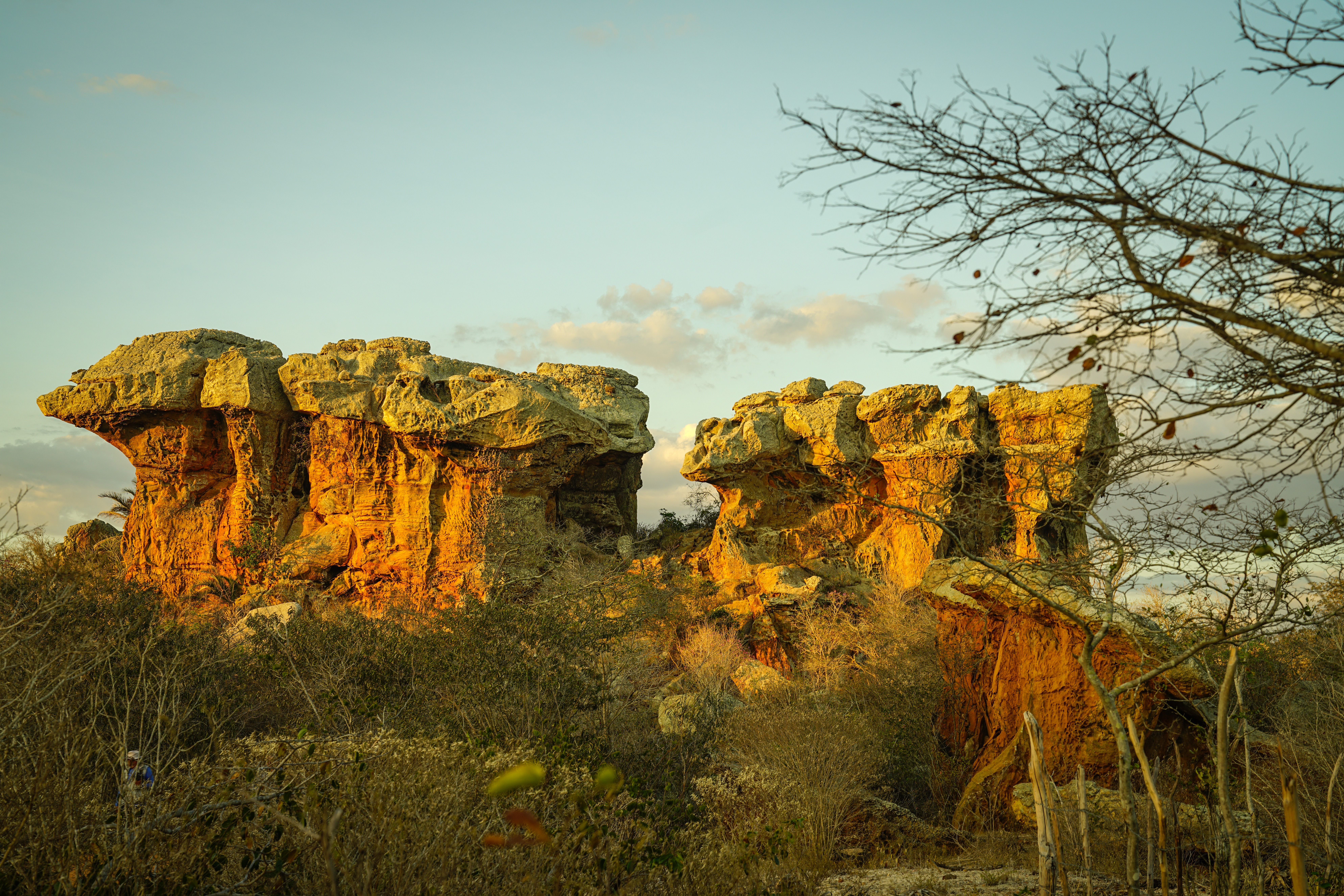
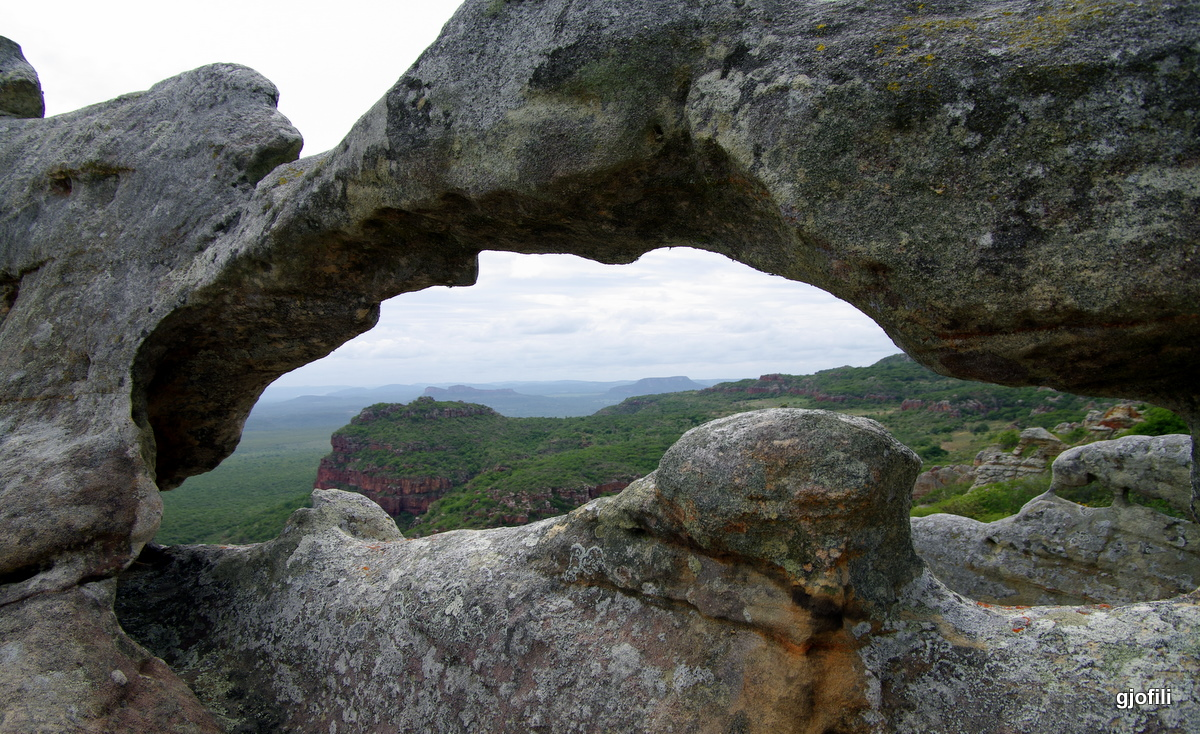
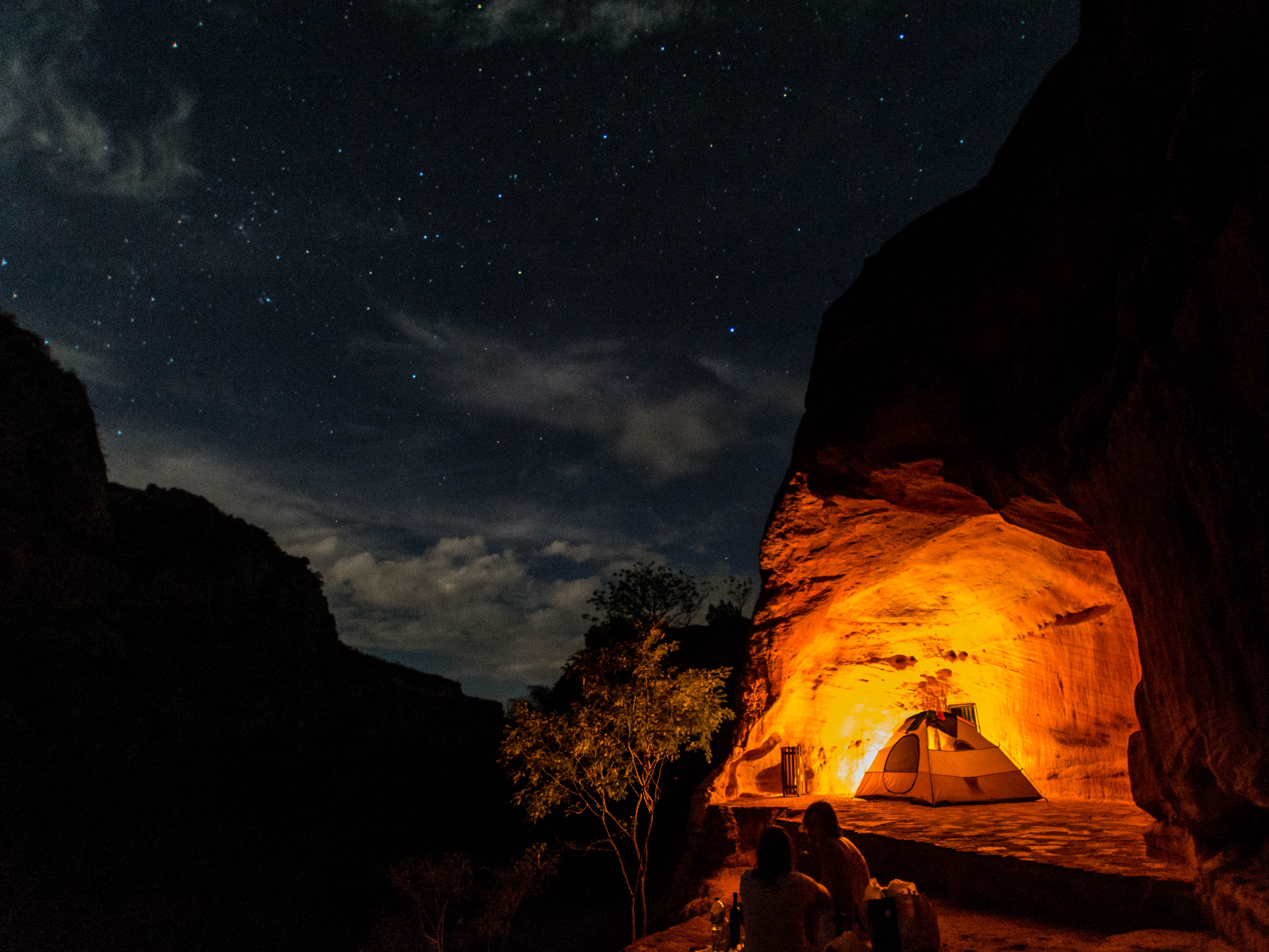
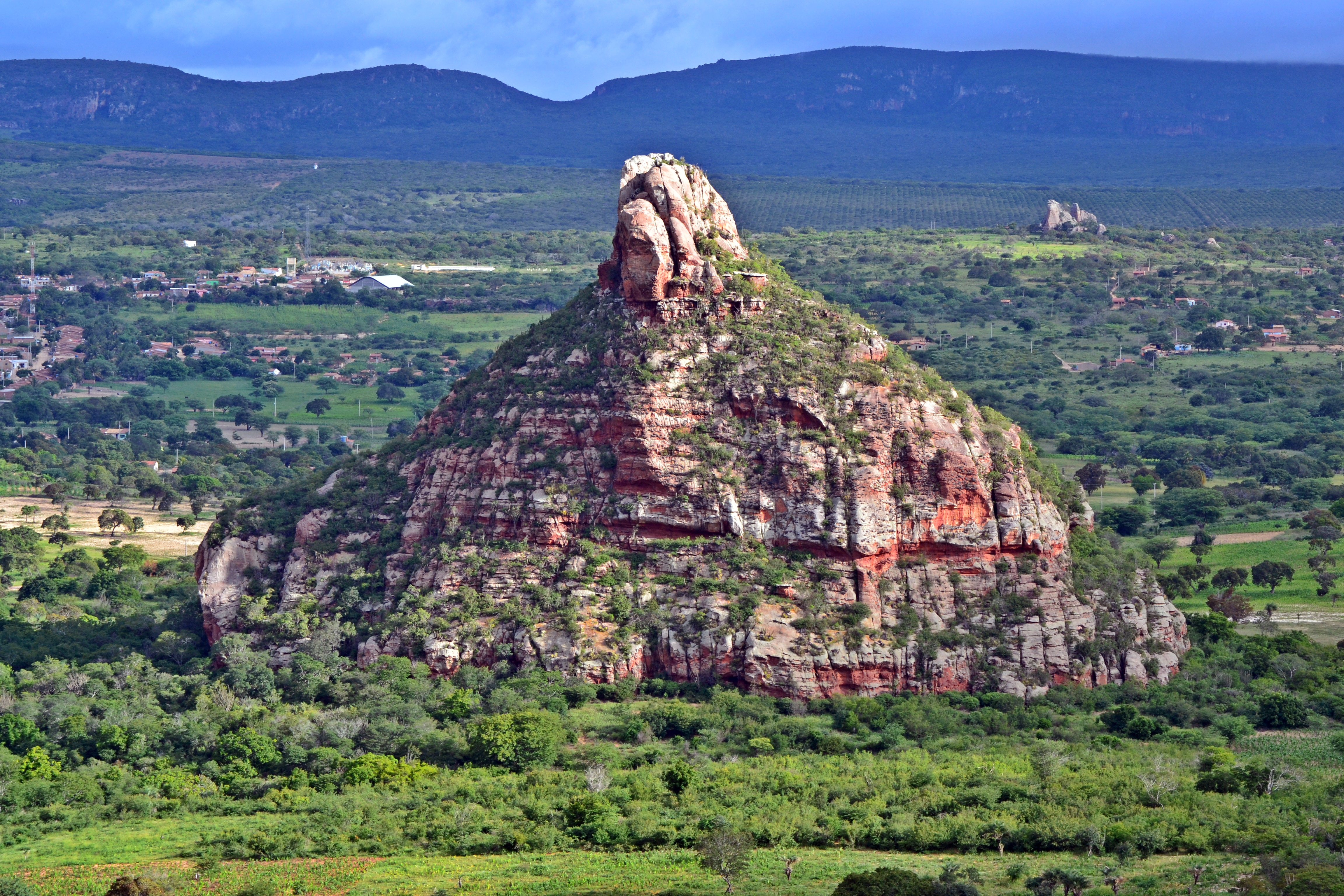
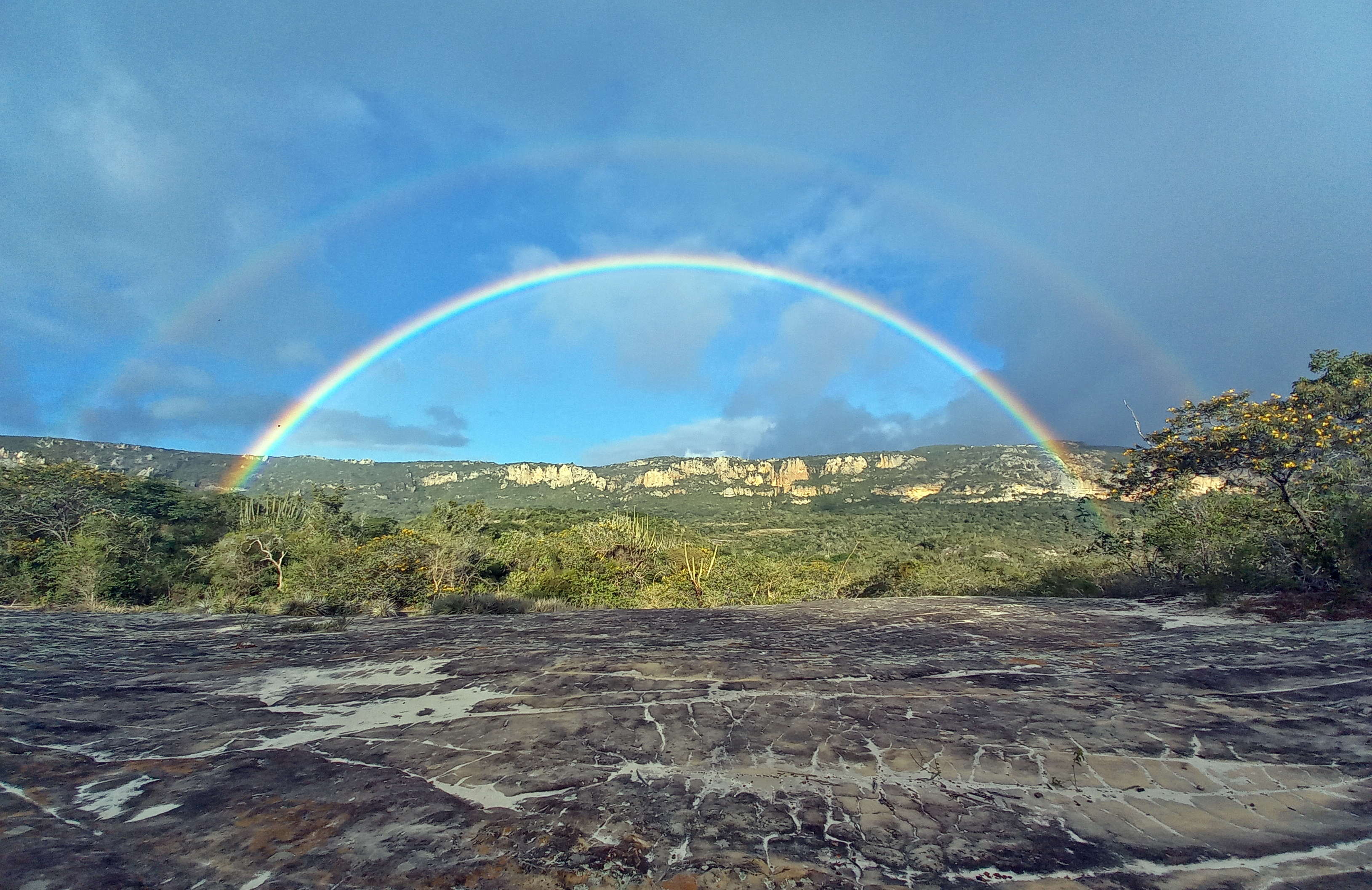
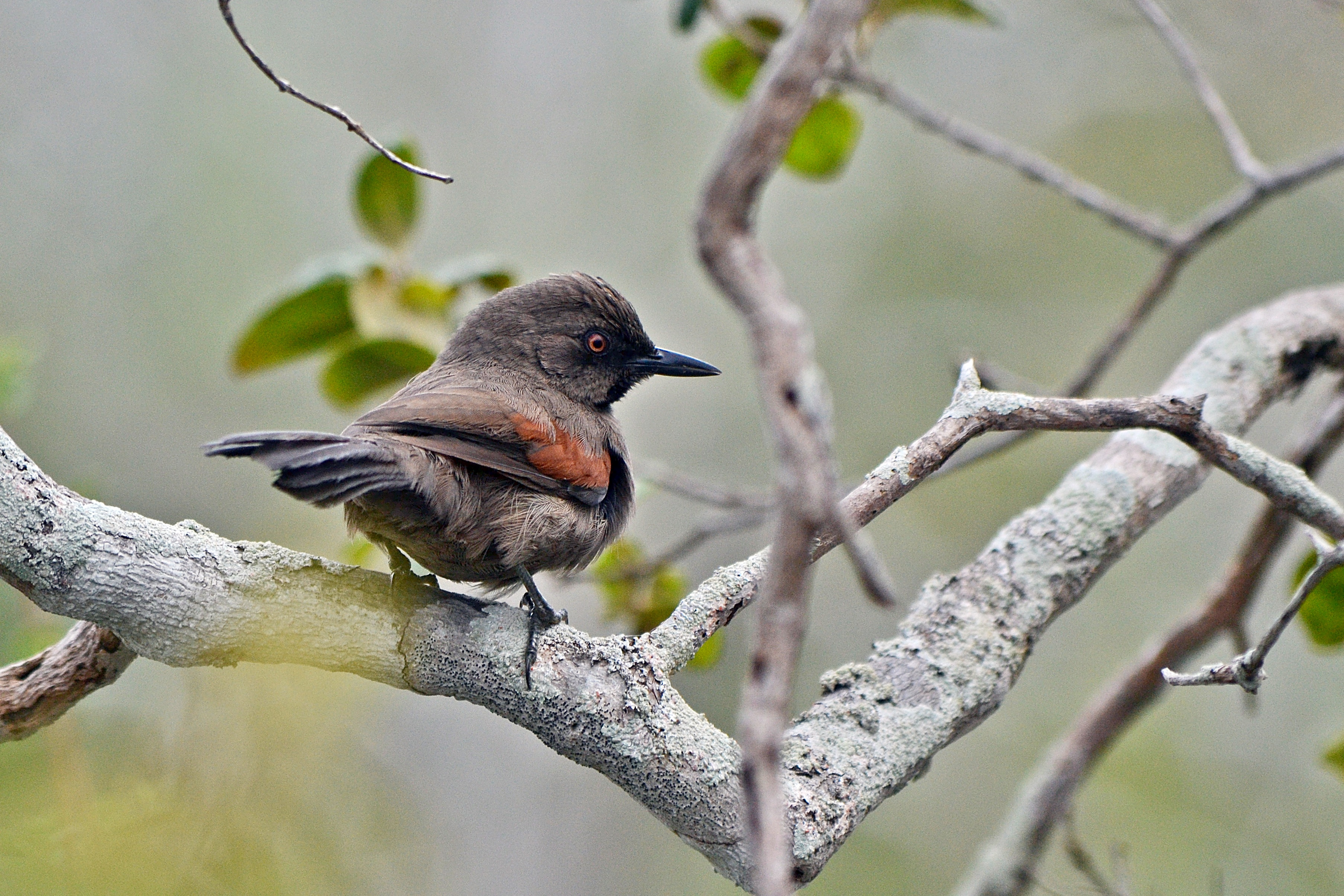
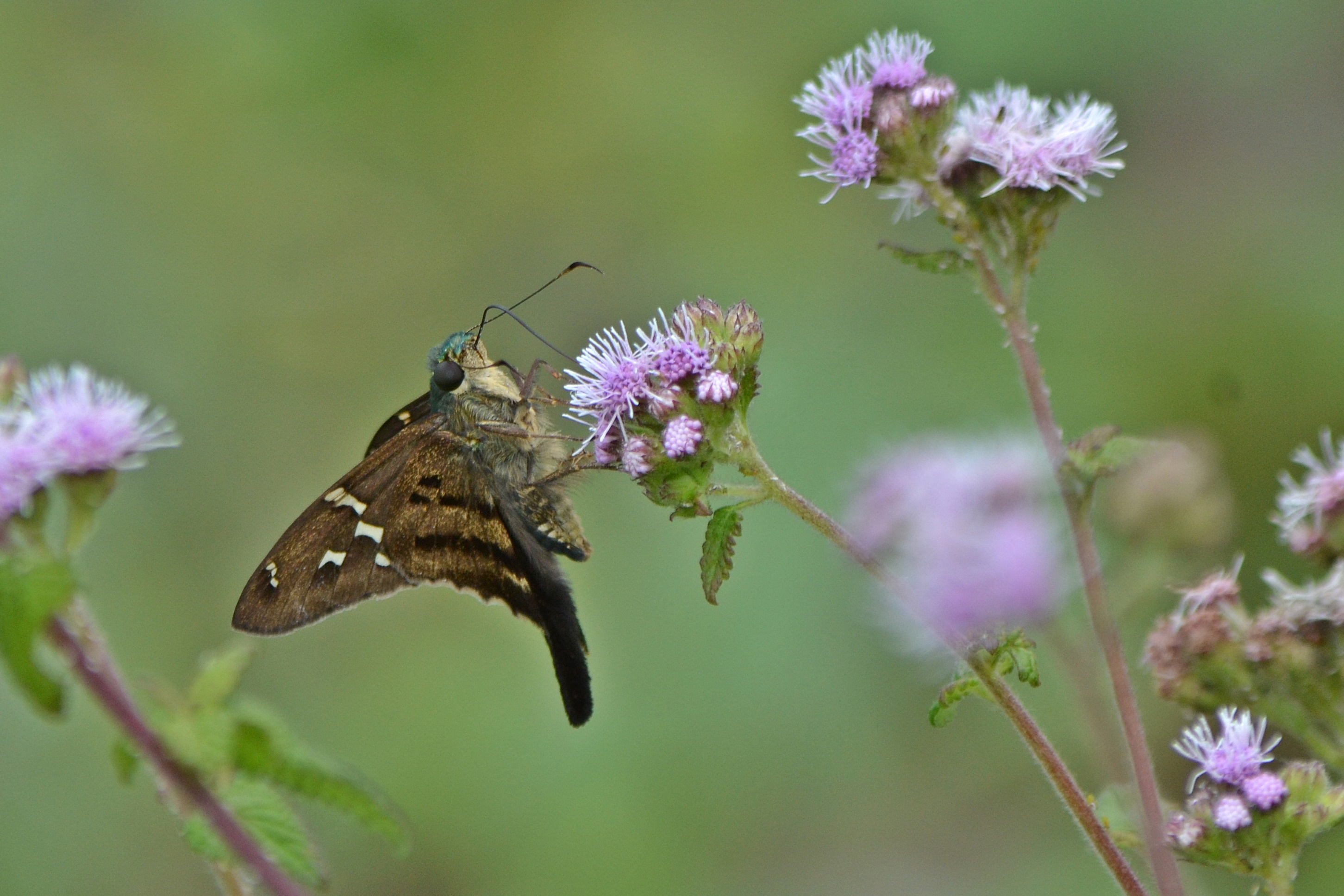
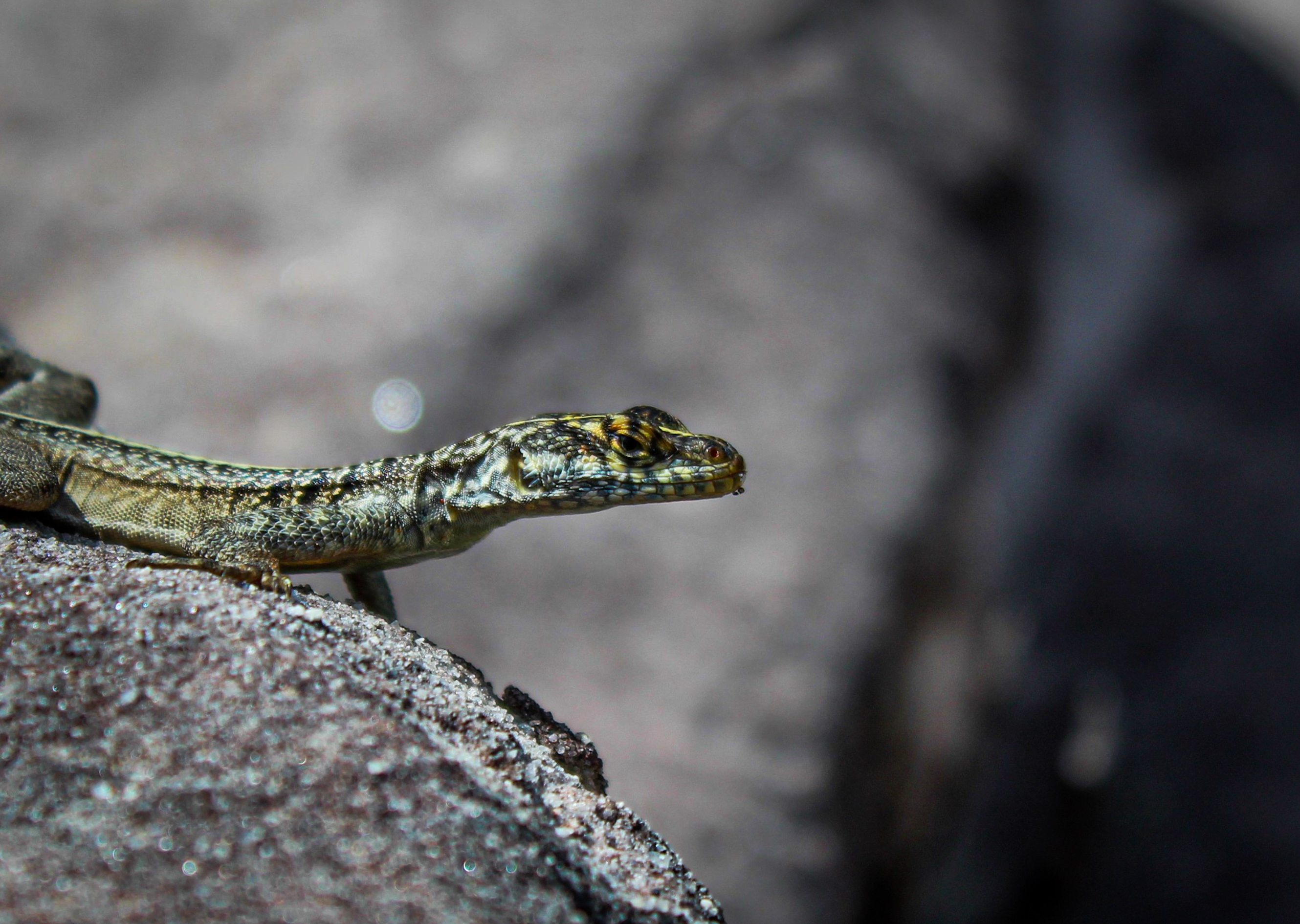